# Kayvan Novak
Pour les articles homonymes, voir Novak.
Kayvan Novak est un acteur, scénariste et réalisateur britannique né le 23 novembre 1978 à Londres en Angleterre.

## Filmographie

### Acteur

#### Cinéma
- 2005 : Syriana : Arash
- 2008 : The Blue Tower : Ashok
- 2010 : We Are Four Lions : Waj
- 2010 : Le Voyage extraordinaire de Samy : Fluffy, Slim et autres personnages
- 2012 : Les Pirates ! Bons à rien, mauvais en tout : voix additionnelles
- 2014 : Salsa Fury : Bejan
- 2014 : The Last Sparks of Sundown : Seven
- 2014 : Paddington : Grant
- 2016 : Prevenge : Tom
- 2018 : Cro Man : Dino et Jurgend
- 2019 : Le jour viendra où... : Reza
- 2019 : Men in Black: International : Vungus, Nasr et Bassam
- 2021 : Cruella : Roger

#### Télévision
- 2002 : Emma Brody : Ahmed Rallah (1 épisode)
- 2002 : Judge John Deed : Ali Abdul Moncheri (1 épisode)
- 2003 : Scotland Yard, crimes sur la Tamise : Craig Board (2 épisodes)
- 2004 : Holby City : Reza Abbasi (5 épisodes)
- 2004 : MI-5 : Sevillin Ozal (1 épisode)
- 2005 : Murphy's Law : Masud (1 épisode)
- 2007-2008 : Fonejacker : le Fonejacker (13 épisodes)
- 2010-2011 : PhoneShop : Razz Prince (2 épisodes)
- 2010-2012 : Facejacker : plusieurs personnages (7 épisodes)
- 2011 :Sirens : Rachid Mansaur (6 épisodes)
- 2013 : Skins : Jake Abbasi (2 épisodes)
- 2013 : Doctor Who : Handles (1 épisodes)
- 2014 : Inside No. 9 : Paul (1 épisode)
- 2014 : Puppy Love (en) : Phil Evans (1 épisdoe)
- 2015 : SunTrap : Woody (6 épisodes)
- 2015-2019 : Danger Mouse, agent très spécial : Dr Loocifer, Megahurtz et autres personnages (41 épisodes)
- 2015-2020 : Thunderbirds : Brains, Ned Tedford et autres personnages (54 épisodes)
- 2016-2017 : Counterfeit Cat : Betty et Throckmorton (14 épisodes)
- 2019 : A Christmas Carol : Ali Baba (2 épisodes)
- 2019 - présent : What We Do in the Shadows : Nandor
- 2020 : Robot Chicken : Roi Arthur et Albus Dumbledore (1 épisodes)
- 2020 : Archer : Rex Licardo (1 épisode)

#### Jeu vidéo
- 2005 : Wallace et Gromit : Le Mystère du lapin-garou : Victor Quatermaine
- 2005 : Kameo: Elements of Power : voix additionnelles
- 2005 : Perfect Dark Zero : voix additionnelles
- 2006 : Miami Vice: The Game : plusieurs personnages
- 2008 : Haze : voix additionnelles

### Scénariste
- 2007-2008 : Fonejacker (18 épisodes)
- 2010-2012 : Facejacker (11 épisodes)
- 2011 : Art of Technology
- 2012 : Verry Terry
- 2013 : 10 O'Clock Live (1 épisode)
- 2014 : BBC Comedy Feeds (1 épisode)
- 2015 : Asylum (3 épisodes)
- 2017 : Britain Today Tonight

### Réalisateur
- 2007-2008 : Fonejacker (18 épisodes)
- 2010-2012 : Facejacker (11 épisodes)
- 2011 : Art of Technology